# Worthington (Virgínia Ocidental)
Worthington é uma cidade  localizada no estado norte-americano de Virgínia Ocidental, no Condado de Marion.

## Demografia
Segundo o censo norte-americano de 2000, a sua população era de 170 habitantes.
Em 2006, foi estimada uma população de 165, um decréscimo de 5 (-2.9%).

## Geografia
De acordo com o United States Census Bureau tem uma área de
1,5 km², dos quais 1,5 km² cobertos por terra e 0,0 km² cobertos por água.

## Localidades na vizinhança
O diagrama seguinte representa as localidades num raio de 8 km ao redor de Worthington.